# Dần Thàng
Dần Thàng là một xã thuộc huyện Văn Bàn, tỉnh Lào Cai, Việt Nam.
Xã Dần Thàng có diện tích 49,92 km², dân số năm 1999 là 1.293 người, mật độ dân số đạt 26 người/km².